# برادلي هور
برادلي هور (بالإنجليزية: Bradley Hore) مواليد 21 أكتوبر 1981 في نيوساوث ويلز، أستراليا، هو ملاكم محترف أسترالي يصنف ضمن فئة وزن الديك. شارك في دورة الألعاب الأولمبية الصيفية سنة 2004.

## إحصائيات
خاض خلال مسيرته 7 نزالا، فاز في 5 ولم يتعادل وخسر في 2. فاز بالضربة القاضية في 0 نزالا.

## روابط خارجية
- برادلي هور على موقع بوكس ريك (الإنجليزية) (registration required)
- برادلي هور على موقع أوليمبيديا (الإنجليزية)
- برادلي هور على موقع اللجنة الأولمبية الأسترالية (الإنجليزية)
- برادلي هور على موقع دورة ألعاب الكومنولث 2006 (مؤرشف) (الإنجليزية)